# Powiat prasko-warszawski
Powiat prasko-warszawski – powiat istniejący w II Rzeczypospolitej na terenie miasta stołecznego Warszawy, która była wówczas miastem na prawach województwa. Utworzony 24 sierpnia 1928 r.